# Arichanna tenebraria
Arichanna tenebraria là một loài bướm đêm trong họ Geometridae.